# Billboard Global 200
Die Billboard Global 200 ist ein wöchentlich erscheinendes Ranking des US-amerikanischen Musikmagazins Billboard, das die besten Lieder auf globaler Ebene basierend auf digitaler Verkäufe und Streaming widerspiegelt.
Für die Ermittlung der Billboard Global 200 werden Daten aus mehr als 200 Territorien weltweit ausgewertet. Die Billboard-Global-200-Charts wurden im Jahr 2019 vorgestellt und erstmals im September des Jahres 2020 veröffentlicht.

## Konzeption
Das Billboard-Magazin veröffentlichte die ersten Billboard-Global-200-Charts im September des Jahres 2020. An der Realisierung einer globalen Singlecharts wurde im Vorfeld mehr als zwei Jahre lang gearbeitet. Die Motivation hinter der Konzipierung der Billboard-Global-200-Charts war der Gedanken, „Menschen in Echtzeit Musik aus anderen Regionen der Welt näherzubringen“ um „Künstlern aus aller Welt die längst überfällige Aufmerksamkeit zu gewährleisten.“ Am 14. September 2019 wurde mit den Billboard-Global-100-Charts ein erstes weltweites Ranking vorgestellt. Die Ermittlung der Charts erfolgt auf Basis von digitalen Verkäufen und Musikstreamings mehr als 200 Territorien der Welt.
Die Einführung einer weltweiten Singlecharts war von der Verfügbarkeit der auszuwertenden Daten und der Kooperation mit den verschiedensten Anbietern abhängig, die diese Daten für eine Auswertung zur Verfügung stellen. Von Seiten Billboards stellte diese eine schwere Aufgabe dar und war der Hauptgrund, weswegen die Global-200-Charts erst Ende 2020 eingeführt wurden.
Die ersten Billboard-Global-200-Charts wurden am 15. September 2020 für die Chartwoche des 19. September veröffentlicht. Der erste Nummer-eins-Titel der Billboard Global 200 war das Lied WAP von Cardi B feat. Megan Thee Stallion.

## Methodologie
Erhoben werden die Daten für die Ermittlung der Billboard Global 200 von Luminate – ehemals Nielsen SoundScan bzw. MRC Data. Die Methodologie der Charts beziehen Verkäufe und Streamingdaten aus mehr als 200 Territorien weltweit. Die Chartpositionen werden anhand einer gewichteten Formel ermittelt, die sowohl werbefinanzierte als auch Premium-Streamings zahlreicher Streamingdienste, Musik- und Videoservices und Musikdownloads von offiziellen Downloadplattformen berücksichtigt und Direct-to-consumer-Angebote (D2C) ausschließt. Dabei werden Premiumstreams höher gewichtet als werbefinanzierte Streams. Im Zuge einer möglichen Chartmanipulation durch gefälschte Streamingaktivitäten, erklärte das Billboard-Magazin, dass man mit den Anbietern entsprechende Richtlinien erarbeitet habe, um dem weitestgehend entgegenzuwirken. Zudem verfüge jeder Datenanbieter über eigene Sicherheitsmaßnahmen, die betrügerische Aktivitäten frühzeitig erkennen und ausschließen, bevor die Daten verarbeitet und übermittelt werden.
Im Gegensatz zu den offiziellen Singlecharts in den Vereinigten Staaten, den Billboard Hot 100, arbeiteten die Billboard-Global-200-Charts nicht mit einer Aktualitätsregelung, was bedeutet, dass Lieder unabhängig von ihrem Veröffentlichungsdatum chartberechtigt sind. Diese Regelung, die in den offiziellen Singlecharts angewandt wird, sorgt dafür, dass ein Lied nach 50 bzw. 52 Wochen gestrichen wird, sobald diese auf eine gewisse Position gefallen sind. Radio-Airplay wird bei der Ermittlung der Billboard Global 200 nicht berücksichtigt, da die Daten in allen für die Charts relevanten Regionen nicht durchgehend effektiv ermittelt werden können. Aus diesem Grund wurden die Billboard Global 200 mit den Rolling Stone Top 100 verglichen, die ebenfalls durch die Ermittlung von Download- und Streamingdaten zusammengestellt wird.
Die Charts folgen einer eindeutigen einkommensreflektierten Methodologie, die den globalen Markt abdeckt:
- Eine digital verkaufte Single entspricht 200 Premium- bzw. 900 werbefinanzierte Streams.
- Die Gewichtung zwischen werbefinanzierten Streams und Premiumstreams entspricht 4.5 zu 1.

Die Billboard Global 200 basiert auf die stream-equivalent unit und nutzt die Formel: (Tracks * 200) + Premiumstreams + (werbefinanzierte Streams / 4.5)
Die Billboard Global 200 verfolgen eine Ermittlungswoche von Freitag bis Donnerstag. Die Billboard Global 200 werden dienstags auf Billboard.com veröffentlicht.

## Billboard Global excl. US
Zusammen mit den Billboard Global 200 wurden mit den Billboard Global excl. US ein weiteres Ranking veröffentlicht, welches die gleiche Methodologie anwendet, allerdings Daten aus den Vereinigten Staaten nicht berücksichtigt, um den Fokus auf internationale Künstler zu legen. Auch diese Charts umfassen 200 Positionen. Der erste Nummer-eins-Titel der Billboard Global excl. US war Hawái von Maluma.

## Andere Global-Charts
Am 14. September 2023 kündigte Billboard Japan, der japanische Ableger des Billboard-Magazins, die Schaffung der Global Japan Songs excl. Japan an, die Lieder japanischer Künstler auf dem weltweiten Markt listet. Wie bei den Global 200 und Global excl. US werden Daten aus 200 Territorien weltweit ausgewertet, wobei die Ergebnisse auf dem japanischen Markt keine Berücksichtigung erfahren. Das erste Nummer-eins-Lied in den Global Japan Songs excl. Japan ist Idol des japanischen Popmusikduos Yoasobi.
Zudem wurden länderspezifische Charts, die den Erfolg japanischer Lieder in ausgewählten Ländern misst, eingeführt. So wurden zwischenzeitlich Charts für Südkorea, Frankreich, Indien, Singapur und das Vereinigte Königreich publiziert, dessen Ermittlung anhand der Daten der Hits-of-the-World-Charts von Billboard basieren.